# Serhij Zołotnycki
Serhij Jurijowycz Zołotnycki, ukr. Сергій Юрійович Золотницький, ros. Сергей Юрьевич Золотницкий, Siergiej Jurjewicz Zołotnicki (ur. 9 stycznia 1962 w Doniecku) – ukraiński piłkarz, grający na pozycji bramkarza, trener piłkarski.

## Kariera piłkarska

### Kariera klubowa
Wychowanek Szkoły Sportowej Szachtar Donieck. W 1982 rozpoczął karierę piłkarską w podstawowym składzie Szachtara. W latach 1983–1984 służył w wojsku, grając w SKA Kijów. Po zwolnieniu z wojska został zaproszony do Kołosu Nikopol. W 1986 wrócił do Szachtara. W 1989 przeszedł do Zorii Woroszyłowgrad. W 1991 przeniósł się do Nywy Winnica. Na początku 1992 wyjechał do Polski, gdzie bronił barw Wisłoki Dębica. Latem 1992 wrócił do Ukrainy i zasilił skład Tempu Szepetówka, ale wkrótce przeniósł się do Kreminia Krzemieńczuk, w barwach którego 22 sierpnia 1992 roku debiutował w Wyższej Lidze w meczu z Metalistem Charków (0:0). Podczas przerwy zimowej sezonu 1992/93 przeszedł do Worskły Połtawa, ale latem 1993 znów wyjechał za granicę, tym razem do Bułgarii, gdzie bronił barw Etyru Wielkie Tyrnowo. Na początku 1994 wrócił do Ukrainy, gdzie potem grał w drużynach Szachtar Śnieżne, Bażanoweć Makiejewka i Szachtar-2 Donieck. Latem 1995 został piłkarzem Zirki-NIBAS Kirowohrad. W sezonie 1997/1998 bronił barw Szachtaru Makiejewka, w którym zakończył karierę piłkarza.

## Kariera piłkarska
Po zakończeniu kariery piłkarza rozpoczął pracę szkoleniowca. Najpierw pomagał trenować klub Szachtar Makiejewka. Od 1999 pracował z bramkarzami w klubach Metałurh Donieck, Stal Dnieprodzierżyńsk, Helios Charków, Zimbru Kiszyniów,
Arsenał Kijów, Krymtepłycia Mołodiżne, Howerła-Zakarpattia Użhorod, Karpaty Lwów, Metalist Charków i Illicziweć Mariupol. 28 lutego 2018 stał na czele PFK Sumy, którym kierował do końca roku.

## Sukcesy i odznaczenia

### Sukcesy klubowe
Szachtar Donieck
- finalista Pucharu ZSRR: 1985/86